# Krazy Mess Groovers

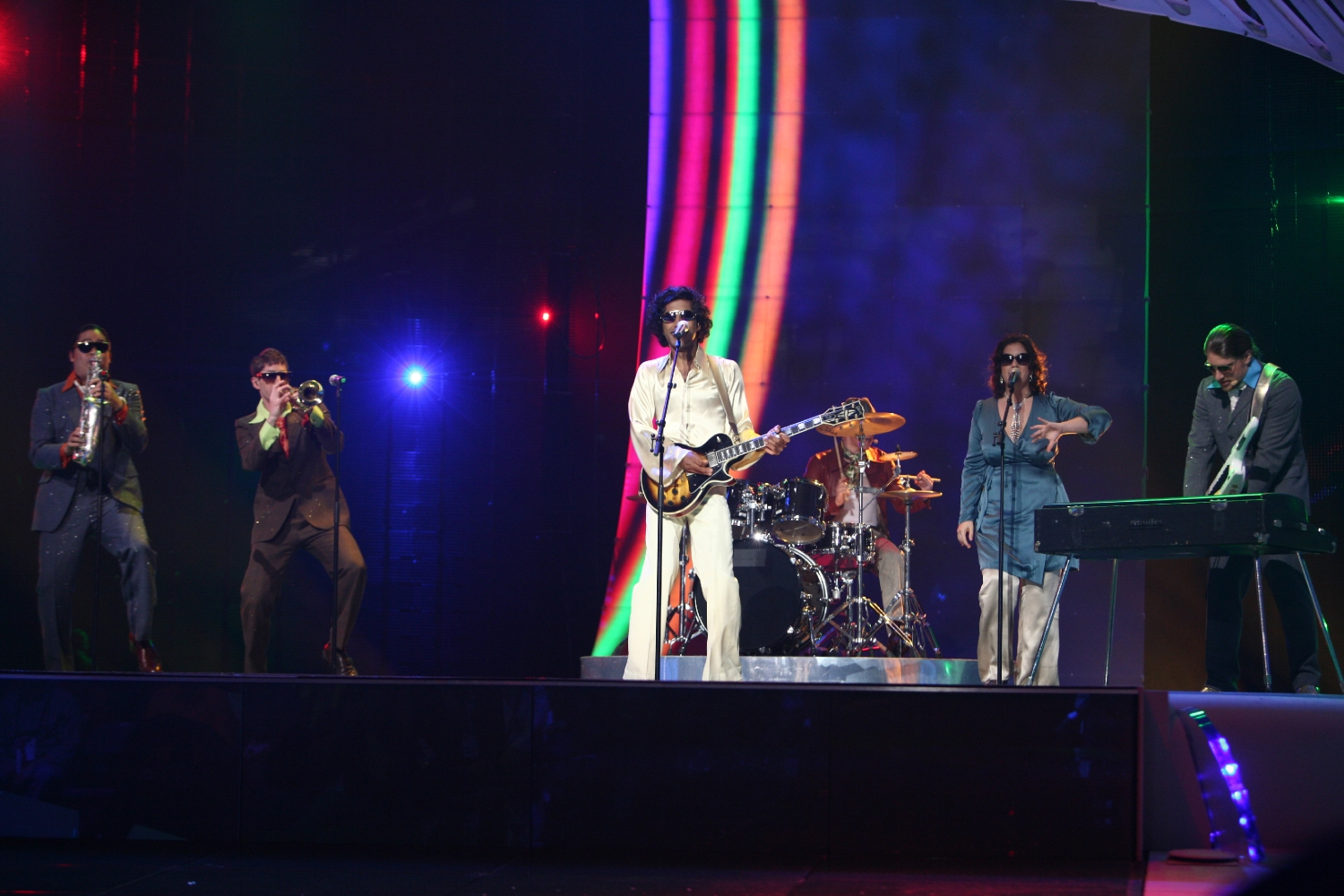
The KMG’s (2007)

Die Krazy Mess Groovers (kurz: KMG’s) sind eine belgische Band.

## Hintergrund
Sechs der zehn Mitglieder vertraten Belgien beim Eurovision Song Contest 2007 in Helsinki:
- Sexyfire (Wakas Ashiq)
- Mr. Scotch (Piotr Paluch)
- Mr. French Kiss (Raphael Hallez)
- Bigboss (Tuan N’ Guyen)
- Lady Soulflower (Chrystel Wautier)
- Mr. Cream (Francois Cremer)

Die weiteren Mitglieder sind:
- The Answer
- Mr. DeeBeeDeeBob
- Captain Thunder
- Mr. Y

Die Gruppe wurde von RTBF intern ausgewählt, Belgien zu vertreten. Beim Wettbewerb mussten sie im Halbfinale starten, da Kate Ryan 2006 auch im Halbfinale scheiterte. Dort erreichten die KMG’s nur den enttäuschenden drittletzten Platz (26. Platz von 28), sodass sich Ishtar 2008 auch im Halbfinale qualifizieren mussten.